# 1598 в Україні

## Події
- Повстання гетьмана реєстрового козацтва (1598—1599) Федора Полоуса проти польської влади, того ж року морський похід на Кілію, Білгород, Тягиню і Сілістрію.

## Засновані, створені
- 28 серпня — засновано містечко Тростянець (селище міського типу Гайсинського району (до 17.07.2020 — адміністративний центр Тростянецького району), Вінницької області).
- засновано українськими козаками[1] слободи Більської (Стара Біла[2]) на території Острогозького Слобідського полку, шо стало містечком Старобільськом  — районний центр у Луганській області. Розташований на півдні Середньоруської височини, на лівому березі річки Айдар.
- Перша писемна згадка про село Скорики (Скориківської сільської громади у Тернопільському районі (до 2019 року — Підволочиському районі) Тернопільської області).

## Пам'ятні дати та ювілеї
- 700 років з часу (898 рік):
  - Облоги Києва — нападу кочівників-угорців на чолі з ханом Алмошем на Київ в ході їх кочування на захід і попередній завоюванню батьківщини на Дунаї (з центром в Паннонії)[3].
  - першої писемної згадки про місто Галич[4][5][6] — колишньої столиці Галицько-Волинського князівства, наймогутнішої твердині на південно-західних давньоруських землях, а нині — центру Галицької міської громади Івано-Франківської області.
- 525 років з часу (1073 рік):

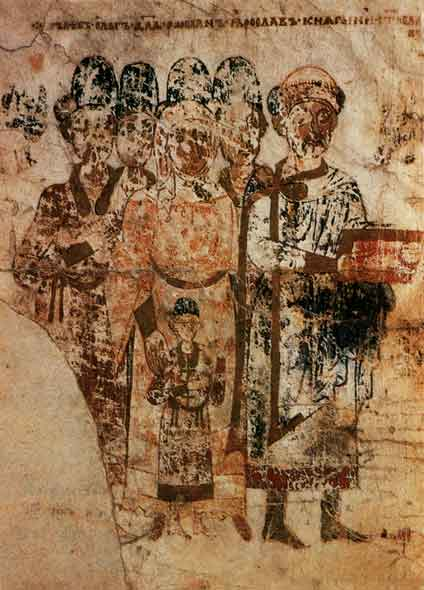
Зображення Святослава Ярославича в «Ізборнику» 1073 року

- - розпаду триумвірату в результаті захоплення великокняжого престолу Святославом Ярославичем (до 1076 року) за допомогою брата Всеволода[7].
  - укладення енциклопедичного збірника Ізборник Святослава[7].
- 425 років з часу (1173 рік):
  - другого походу великого князя володимирського Андрія Боголюбського на Київщину[8] та його розгромлення під Вишгородом українцями під командуванням Мстислава Ростиславича та луцького князя Ярослава Ізяславича, який після перемоги став великим київським князем[9].

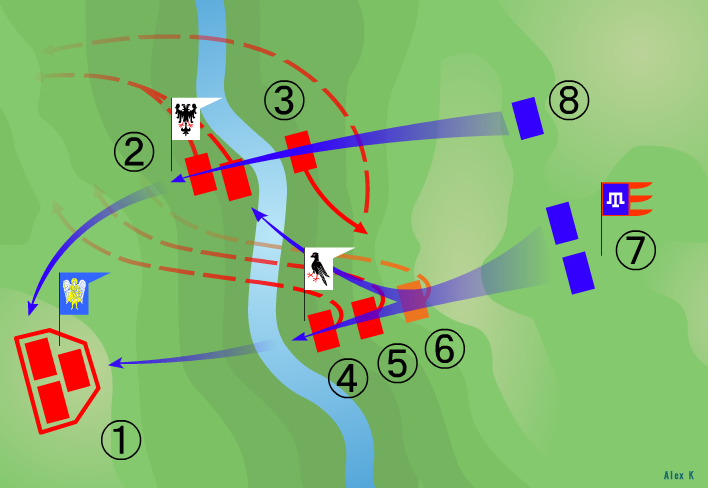
Уявний план битви на Калці за Іпатіївським літописом(31 травня 1223 року):1) Кияни Мстислава Романовича; 2) Чернігівці Мстислава Святославича; 3) Курчани Олега Святославича; 4) Галичани Мстислава Удатного; 5) Волинці Данила Романовича; 6) Половці Яруна; 7) Монголи Субедея і Джебе; 8) Бродники Плоскині.

- 375 років з часу (1223 рік):

- - 31 травня — битви на річці Калка, коли монгольські війська під командуванням полководців Чингізхана Субедея Баатура і Джебе-нойона перемогли спільні війська руських князів, під керівництвом Мстислава Романовича Київського, Мстислава Мстиславича Галицького, Мстислава Святославича Чернігівського та половецького хана Котяна Сутоєвича.[11].
- 275 років з часу (1323 рік):
  - Ліквідації Переяславського князівства.
- 250 років з часу (1348 рік):
  - вторгнення військ польського короля Казимира III на Галичину та Волинь.
- 200 років з часу (1398 рік):
  - проголошення Вітовта самостійним правителем Великого князівства Литовського, Руського та Жемайтійського.
- 150 років з часу (1448 рік):
  - 15 грудня — самовільне відокремлення Російської Православної Церкви від Київської Митрополії Константинопольського Патріархату та проголошення єпископа Рязанського Іони «Митрополитом Київським» самостійно, без дозволу Вселенського Патріархату[12].
- 100 років з часу (1498 рік):
  - князю Костянтину Острозькому вручено гетьманську булаву Великого князівства Литовського[13][14].
- 50 років з часу (1548 рік):
  - першої писемної згадки про місто Рені (в Ізмаїльському районі Одеської області).
- 25 років з часу (1573 рік):
  - походу флотилії Самійла Кішки в Чорне море до гирла Дунаю.

### Установ та організацій
- 25 років з часу (1573 рік):
  - 25 лютого — заснування у Львові у монастирі святого Онуфрія Іваном Федоровим друкарні[5], де наступного року було надруковано перший східнослов'янський «Буквар»[15].

### Видатних особистостей

#### Народження
- 575 років з часу (1023 рік):
  - народження Анастасії Ярославни, королеви Угорщини (1046—1061 рр.) з династії Рюриковичів, дружини короля Андраша I; наймолодша дочка Ярослава Мудрого та Інгігерди, сестри королеви Франції Анни Ярославни та королеви Норвегії Єлизавети Ярославни (пом. 1074).
- 175 років з часу (1423 рік):
  - народження Ма́ртина Ґа́штовта[16][17] / 1505) — київського воєводу, який 1471 року поклав кінець існуванню удільного Київського князівства.
- 75 років з часу (1523 рік):
  - народження Григорія Самборчика (або Григорія з Самбора) — українського (руського) вченого, поета епохи Відродження, гуманіста (пом.. 26 лютого 1573).

#### Смерті

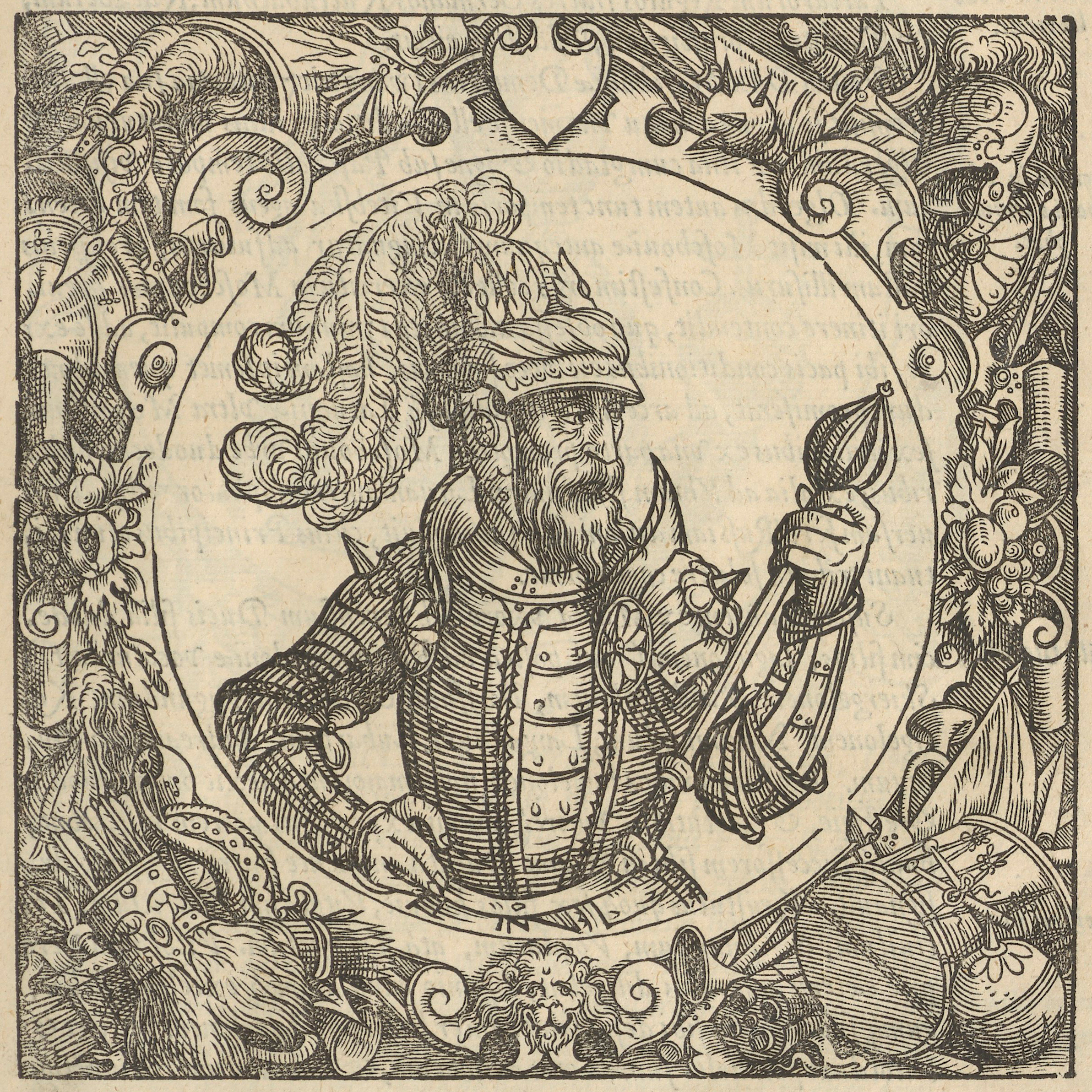
уявний портрет Ольгерда Гедиміновича 1578 року

- 525 років з часу (1073 рік):

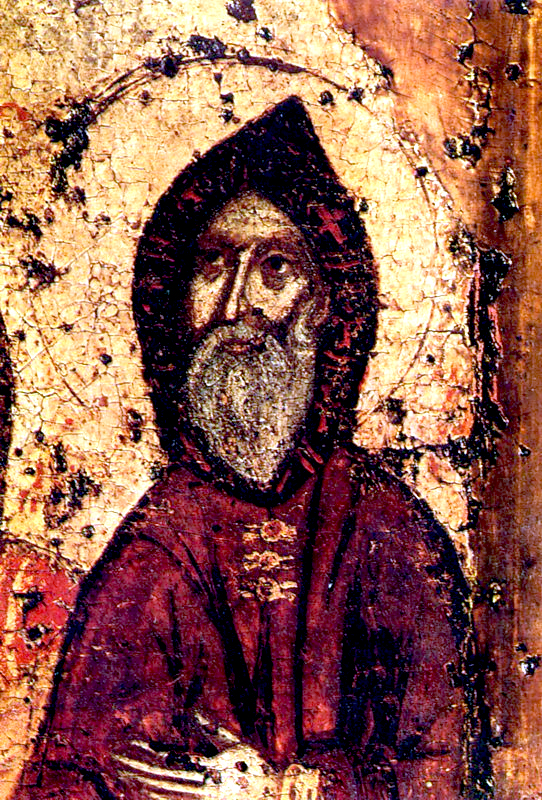
Фрагмент Свенської ікони Божої Матері

- - смерті Антонія Печерського, церковного діяча Русі-України, одного із засновників Києво-Печерського монастиря і будівничог Свято-Успенського собору (нар. 983)[5][18];
- 500 років з часу (1098 рік):
  - смерті Єфре́ма II Переясла́вського — церковного діяча, святого XI–XII століть, митрополита Київського.
- 400 років з часу (1198 рік):
  - смерті Ники́фора ІІ — митрополита Київського та всієї України (1182—1198)[19]
- 375 років з часу (1223 рік):
  - 2 червня — смерті Мстисла́ва Рома́новича (Мстисла́ва Старого) — Великого князя Київського (1212—1223) (нар.. 1156).
- 250 років з часу (1323 рік):
  - смерті Андрі́я Ю́рійовича та Лева II Ю́рійовича[20]) — галицьких князів із династії Романовичів, співправителів Королівства Русі та Галицько-Волинського князівства[21].
- 225 років з часу (1373 рік):

- - 24 травня — смерті Ольгерда Гедиміновича, великого князя литовського, який за понад 40 років свого правління створив найбільшу державу Європи, що простягалась від Балтійського до Чорного моря (нар. бл. 1296)[22].
- 75 років з часу (1523 рік):
  - смерті Мехме́да I Ґера́я (крим. I Mehmed Geray, ۱محمد گراى‎) — кримського хана у 1515—1523 рр. з династії Ґераї. (нар. 1465).
- 50 років з часу (1548 рік):
  - 1 квітня смерті — Сигізмунда I, короля польського і великого князя Литовського (з 1506 р.) з династії Ягеллонів. (нар. 1 січня 1467).
  - смерті Єжи Крупського — українського[23] шляхтича Королівства Польського, дипломата, воєначальника, каштеляна м. Белз (1509 р.) та м. Львова у 1515 р., белзький воєвода в 1533 р. (нар.. 1472).
- 25 років з часу (1573 рік):
  - 26 лютого — Григорія Самборчика (або Григорія з Самбора) — українського (руського) вченого, поета епохи Відродження, гуманіста (нар.. 1523).